# Departament de San Martín
|  | Per a altres significats, vegeu «Departament San Martín (Santa Fe)». |

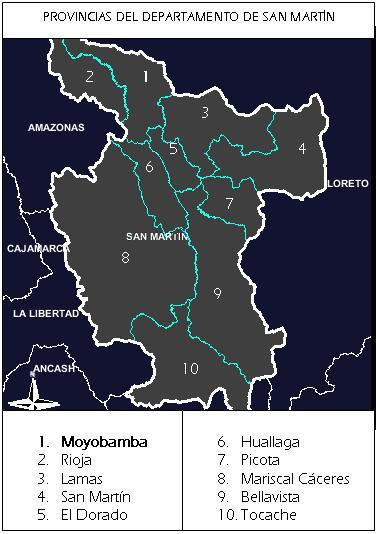
Divisió provincial

San Martín és un dels 24 departaments que, junt amb la Província Constitucional del Callao, formen la República del Perú. La seva capital és Moyobamba i la seva ciutat més poblada, Tarapoto. Està ubicat al centre oest del país, limitant al nord amb Amazones, al nord i est amb Loreto, al sud amb Huánuco i a l'oest amb La Libertad. Amb 51 253 km² és el setè departament més extens —al darrere de Loreto, Ucayali, Madre de Dios, Cuzco, Puno i Arequipa— i amb 14,2 hab/km², el vuitè menys densament poblat, al davant de Ayacucho, Pasco, Moquegua, Amazones, Ucayali, Loreto i Madre de Dios. Va ser creat el 4 de setembre de 1906.

## Divisió política
La regió es divideix en 10 províncies i 77 districtes:
- Moyobamba
- Rioja
- Lamas
- San Martín
- El Dorado
- Picota
- Bellavista
- Huallaga
- Mariscal Cáceres
- Tocache